# Infection urinaire chez l'enfant
Les infections urinaires de l'enfant sont une atteinte infectieuse de l'appareil urinaire et doivent faire rechercher certaines anomalies, dont le reflux vésico-urétéral

## Épidémiologie
Avant l'âge de deux ans, 2 % des enfants font une infection urinaire. Avant 16 ans, elle concerne 11 % des filles et 4 % des garçons.

## Causes
Il s'agit le plus souvent d'une cystite. Les bactéries en cause sont le plus souvent E. coli, parfois Proteus mirabilis, Klebsiella pneumoniæ.
Les infections urinaires sont favorisées par l'existence d'un reflux urétéral ou d'une stase urinaire (par mictions incomplètes du fait d'une constipation ou d'une maladie neurologique, malformations obstructives ou obstructions des voies urinaires, mictions peu nombreuses).
Être en surpoids ou obèse en multiplie par 2,2 la survenue, boire trop peu par 6 et uriner trop rarement par 3,5 ; avoir été allaité diminue le risque par 2,5 et avoir été circoncit par 10. 

## Clinique
D'un point de vue clinique elle est à évoquer en cas de fièvre, vomissements, somnolence, irritabilité, refus d'alimentation, stagnation du poids, douleurs abdominales. Chez l'enfant en âge de parler : douleurs en urinant, mictions fréquentes, parfois énurésie. L'hématurie est peu fréquente.
Les récidives sont assez fréquentes, surtout si le premier épisode d'infection urinaire est survenu avant l'âge de six mois. Par contre les reflux ne sont pas un facteur prédictif de récidives, au contraire de la stase urinaire.

## Évolution
Les complications sont rares : cicatrices rénales (responsables d'hypertension artérielle, d'insuffisance rénale).

## Examens complémentaires
L'isolement du germe responsable doit être faite par un examen cytobactériologique des urines.
Le bilan des infections urinaires chez les enfants dépend de l'âge :
- avant 6 mois : échographie des voies urinaires dans les six semaines suivant l'infection
- après 6 mois : pas d'exploration en cas d'infection typique, non compliquée et répondant bien à un traitement antibiotique.

En cas de récidive d'infection urinaire :
- avant 6 mois : échographie pendant l'infection, scintigraphie rénale à distance, recherche d'un reflux
- après 6 mois : échographie dans les six semaines suivant l'infection. La recherche d'un reflux se fait dans les cas suivants : dilatation à l'échographie, faible débit urinaire, autres germes qu'E. coli, antécédent familial de reflux.

## Traitement
Les traitements des infections urinaires typiques répondent bien à une antibiothérapie adaptée.
En cas de récidives, une antibioprophylaxie n'est pas justifiée s'il n'y a pas d'anomalies sur les voies urinaires. En cas de reflux vésico-urétral bilatéral, de cicatrices rénales, une antibioprophylaxie est préconisée : co-trimoxazole (sulfaméthoxazole + triméthoprime) ou triméthoprime seul ou nitrofurantoïne.
Les conseils de prévention habituellement donnés sont : la lutte contre la constipation, les boissons abondantes de façon à uriner souvent, laver le périnée à l'eau après les selles.

## Prévention
Chez les enfants sans anomalie des voies urinaires, les probiotiques et la canneberge peuvent avoir un effet positif plus ou moins grand,. La canneberge est environ efficace à 50%.